# Élisabeth Jacquet de La Guerre

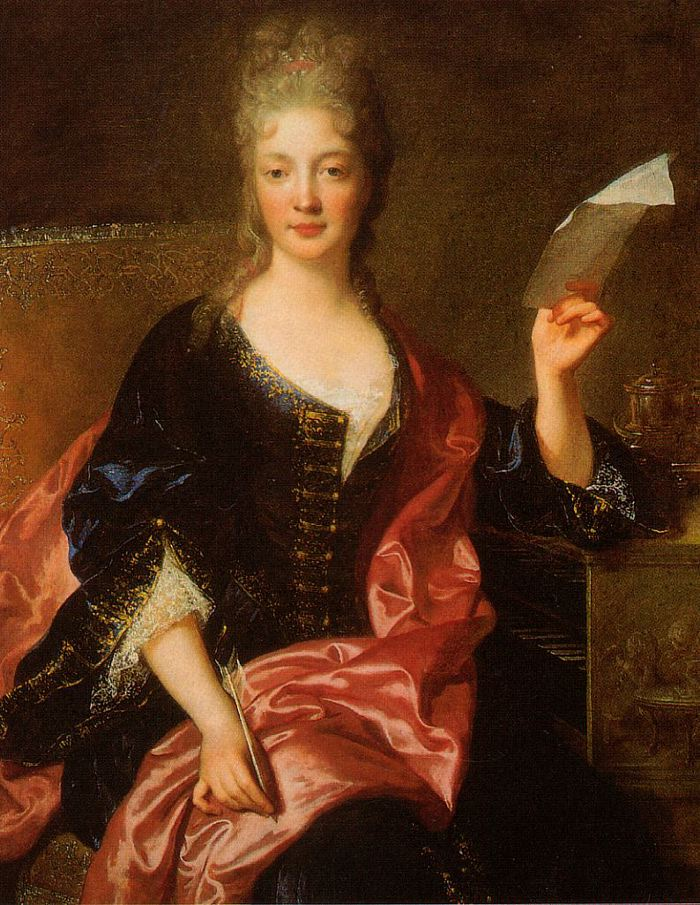
Élisabeth Jacquet de La Guerre, Porträt von Jean François de Troy

Élisabeth-Claude Jacquet de La Guerre (geb. Élisabeth Jacquet; getauft 17. März 1665 in Paris; † 27. Juni 1729 in Paris) war eine  französische Komponistin und Cembalistin.

## Leben und Schaffen
Élisabeth-Claude Jacquet de La Guerre, die Tochter des Organisten und Orgelbauers Claude Jacquet, trat schon im Kindesalter als Konzertcembalistin auf. Im Alter von fünf Jahren spielte sie vor König Ludwig XIV. und wurde von dessen Mätresse, Madame de Montespan, in Obhut genommen. Der König unterstützte sie finanziell und ließ später ihre kompositorischen Werke zur Aufführung bringen. Ihre Erfolge sind im Mercure galant zu verfolgen. Der Weimarer Musikschriftsteller und Komponist Johann Gottfried Walther brachte 1732 sein Musicalisches Lexicon heraus, in dem er daraus vom „Wunder unseres Jahrhunderts“ zitiert: „Jaquier [sic] ein kleines und lediges Französisches Frauenzimmer ums Jahr 1678, so das Clavessin tractieret, wird im Mercure Galant a.c. im Decembre-Monat, p. 80. la merveille de nostre Siecle genennet.“
1684 heiratete sie den Organisten Marin de la Guerre. Die Französin Élisabeth-Claude Jacquet de La Guerre gehört zusammen mit den Italienerinnen Francesca Caccini, Barbara Strozzi und Isabella Leonarda zu den heute als „etabliert“ zu bezeichnenden Komponistinnen des Barock. Sie war die erste Komponistin Frankreichs, die eine Oper komponierte, die an der Opéra Paris aufgeführt wurde. Es handelt sich um Céphale et Procris, eine Tragédie lyrique mit Prolog und fünf Akten, deren Libretto von Joseph-François Duché de Vancy stammt.

## Werk (Auswahl)
- Geistliche (1708 und 1711) und weltliche (1715) Kantaten
  - Kantate Le Sommeil d’Ulisse (um 1715)
- Céphale et Procris. Oper (1694 Paris, Libretto: Duché de Vancy)
- Les Jeux à l’honneur de la victoire. Ballett (1685?, um 1691/1692 (?), verschollen)
- Divertissement pour le Mariage de Mlle de Nantes avec le Duc de Bourbon Ballet (1685, verschollen)
- Cembalo-Suiten (2 Bücher mit Pièces de Clavecin, 1687 und 1707)
- Sonaten für Violine und Cembalo oder Continuo (1707)
- Triosonaten (1695)

## Belege und Anmerkungen
1. ↑  Claudia Schweitzer: „Élisabeth-Claude Jacquet de la Guerre“. In: MUGI. Musikvermittlung und Genderforschung: Lexikon und multimediale Präsentationen. Hrsg. von Beatrix Borchard und Nina Noeske, Hochschule für Musik und Theater Hamburg, 2003 ff. Stand vom 6. März 2018.
2. ↑  James R. Briscoe (Hrsg.): New Historical Anthology of Music by Women. Indiana University Press, Bloomington/Indianapolis 2004, ISBN 0-253-21683-4, S. 48–79.

| Personendaten    | Personendaten                                                                                 |
| ---------------- | --------------------------------------------------------------------------------------------- |
| NAME             | Jacquet de La Guerre, Élisabeth                                                               |
| ALTERNATIVNAMEN  | Jacquet de La Guerre, Élisabeth-Claude (vollständiger Name); Jacquet, Élisabeth (Geburtsname) |
| KURZBESCHREIBUNG | französische Komponistin und Cembalistin des Barock                                           |
| GEBURTSDATUM     | getauft 17. März 1665                                                                         |
| GEBURTSORT       | Paris                                                                                         |
| STERBEDATUM      | 27. Juni 1729                                                                                 |
| STERBEORT        | Paris                                                                                         |